# April Flowers
April Flowers (Wasilla, 23 marzo 1978) è un'ex attrice pornografica statunitense.

## Biografia
Da sempre dichiarata bisessuale, è nata e cresciuta nella piccola comunità di Wasilla nel porto di Anchorage in Alaska. Prima di recitare, ballava nei locali di Las Vegas. La sua carriera di pornostar dura circa 10 anni (1999-2009) e la porta ad interpretare centinaia di film e a 10 nomine all'Adult Video News Awards.
Solo a fine carriera ha girato un limitato numero di scene di sesso anale; si è in seguito sposata.
Il 16 dicembre 2005 ha dato alla luce il proprio unico figlio.

## Riconoscimenti
- 2001 AVN Award nominee – Best Tease Performance – Blondes[2]
- 2001 AVN Award nominee – Best Group Sex Scene (Film) – Facade[2]
- 2002 AVN Award nominee – Best Supporting Actress (Film) – Bad Wives 2[3]
- 2002 AVN Award nominee – Best All-Girl Sex Scene (Film) – Bad Wives 2[3]
- 2003 AVN Award nominee – Female Performer of the Year[4]
- 2003 AVN Award nominee – Best Supporting Actress (Video) – Something So Right[4]
- 2003 AVN Award nominee – Best All-Girl Sex Scene (Video) – Breathless[4]
- 2003 AVN Award nominee – Best Group Sex Scene (Film) – Paradise Lost[4]
- 2003 AVN Award nominee – Best Group Sex Scene (Video) – Heroin[4]
- 2004 AVN Award nominee – Best Non-Sex Performance – Unfinished[5]

## Filmografia
- Blondes (1999)
- Blowjob Adventures Of Dr. Fellatio 20 (1999)
- Buffy Malibu's Nasty Girls 20 (1999)
- California Cocksuckers 16 (1999)
- Erotic Exotics (1999)
- Four Finger Club 7 (1999)
- Intimate Expressions (1999)
- Just 18 3 (1999)
- Mr. Marcus' Neighborhood 5 (1999)
- Naughty College School Girls 4 (1999)
- North Pole 11 (1999)
- Papa Load's Blowjob Babes 2 (1999)
- Pickup Lines 38 (1999)
- Pickup Lines 39 (1999)
- Pickup Lines 45 (1999)
- Please 6: Quick Service Girls (1999)
- PPV-519: April (1999)
- PPV-525: Three Girl Panty Tease (1999)
- Rode Tools (1999)
- United Colors Of Ass 3 (1999)
- Up And Cummers 64 (1999)
- Up And Cummers 71 (1999)
- All Natural 3 (2000)
- Angel Dust (2000)
- Ass Cream Man (2000)
- Award Winning Sex Scenes (2000)
- Banging the Night Away (2000)
- Beast (2000)
- Best Butt In The West 5 (2000)
- Bi-ing Time (2000)
- Blonde Brigade (2000)
- Blue Room (2000)
- Candy Striper Stories 3 (2000)
- Cellar Dweller 3 (2000)
- Chasing The Big Ones 2 (2000)
- Coed Cocksuckers 17 (2000)
- Color Blind 4 (2000)
- Cum And Chaos (2000)
- Cum Dumpsterz (2000)
- Cumback Pussy 28 (2000)
- Dare (2000)
- Dark Angels (2000)
- Diamond Dog (2000)
- Dirty Deeds Done Dirt Cheap 3 (2000)
- Dirty Little Perverts (2000)
- Dirty Little Secrets 1 (2000)
- Dirty Little Sex Brats 11 (2000)
- Down The Hatch 3 (2000)
- Ecstasy Girls 2 (2000)
- Erotica (2000)
- Exposure (2000)
- Extreme Teen 10 (2000)
- Extreme Teen 5 (2000)
- Facade (2000)
- Finger Lickin' Good (2000)
- Fleshtones (2000)
- Foot Lovers Only 2 (2000)
- Freshman Fantasies 25 (2000)
- G-strings And Bobby Socks 2 (2000)
- Gushing Orgasms (2000)
- Hand Job Hunnies 2 (2000)
- Head Over Heels 3 (2000)
- Hot Bods And Tail Pipe 15 (2000)
- Hot Bods And Tail Pipe 16 (2000)
- I Love Lesbians 8 (2000)
- Initiations 2 (2000)
- Irresistible (2000)
- Just 18 4 (2000)
- Just 18 5 (2000)
- Lesbian Piss Party (2000)
- Lick Me 1 (2000)
- Lipstick (2000)
- Little White Chicks... Big Black Monster Dicks 6 (2000)
- Lube (2000)
- Michael Zen's Perversions 2 (2000)
- Misty Rain's Worldwide Sex 1: Cannes Festival Du Film 2000 (2000)
- Misty Rain's Worldwide Sex 2: Wild in Paris (2000)
- Morgan Sex Project 2 (2000)
- Nasty Nymphos 28 (2000)
- Naughty Wives Club 3 (2000)
- New Breed 3 (2000)
- Nineteen Video Magazine 32 (2000)
- Oral Consumption 2 (2000)
- Paradise Hole (2000)
- Players Academy (2000)
- Please 11: Sexual Superstars (2000)
- Please Cum Inside Me 1 (2000)
- Pornological 5 (2000)
- Portraits In Blue (2000)
- PPV-561: April Pantyhose 2 (2000)
- PPV-561: April Pantyhose 2 (II) (2000)
- PPV-583: Panty School (2000)
- Private Performance 126: Girlfriends 1 (2000)
- Puppeteer (2000)
- Pure Sin (2000)
- Puritan Magazine 25 (2000)
- Puritan Magazine 26 (2000)
- Puritan Magazine 27 (2000)
- Real Female Masturbation 6 (2000)
- Sex Offenders 10 (2000)
- Shut Up and Blow Me 22 (2000)
- Slumber Party 13 (2000)
- Smoker (2000)
- Sodomania: Slop Shots 8 (2000)
- Sorority Sista's 1 (2000)
- Submissive Little Sluts 6 (2000)
- True Blue (2000)
- Underworld (2000)
- University Coeds 23 (2000)
- Wages of Sin (2000)
- Wanna See Me Pee? 1 (2000)
- Watcher 9 (2000)
- We Go Deep 10 (2000)
- We Go Deep 6 (2000)
- Wet Cotton Panties 14 (2000)
- Wet Dreams 8 (2000)
- Wild Honey 3 (2000)
- Women In Control (2000)
- Young Dumb And Full Of Cum 4 (2000)
- Adult Movie 1 (2001)
- All Expenses Paid (2001)
- Babes Illustrated 11 (2001)
- Bad Habits (2001)
- Bad Wives 2 (2001)
- Behind The Scenes 11 (2001)
- Bend Over and Say Ahh 3 (2001)
- Blowjob Fantasies 13 (2001)
- Breathe (2001)
- Buffy Malibu's Nasty Girls 24 (2001)
- Calendar Issue 2001 (2001)
- Dead Men Don't Wear Rubbers (2001)
- Decadent Dreams (2001)
- Eager Beavers 3 (2001)
- Ecstasy Girls 3 (2001)
- Ecstasy Girls Raw And Uncensored 2 (2001)
- Erotic Stories (2001)
- Euphoria (2001)
- Evolution (2001)
- Fast Times at Deep Crack High 1 (2001)
- Filthy Little Whores 1 (2001)
- Five Rooms (2001)
- Flash (2001)
- Flesh Peddlers 9 (2001)
- Flick (2001)
- Foot Lovers Only 4 (2001)
- Ghostly Desire (2001)
- Girlfriends (2001)
- Immortal (2001)
- In The Heat Of De Nyle (2001)
- Inner Vision (2001)
- Kash (2001)
- Lex The Impaler 1 (2001)
- Liquid Sex (2001)
- Live Bait 7 (2001)
- Mafioso (2001)
- Marissa (2001)
- Natural Tease (2001)
- New Breed 6 (2001)
- Perfect Couple (2001)
- Porn-o-matic 2001 (2001)
- Prisoner (2001)
- Private Sessions 1 (2001)
- Private Sex Public Places (2001)
- Quiver (2001)
- R.n. Underground (2001)
- Rags To Riches (2001)
- Rapunzel (2001)
- Sex Games (2001)
- Shayla's Fantasies (2001)
- Shocking Truth (2001)
- Shut Up and Blow Me 26 (2001)
- Sodomania: Slop Shots 9 (2001)
- Third Eye (2001)
- To Completion (2001)
- Together Forever (2001)
- Tropic of Desire (2001)
- University Blues (2001)
- Valley Heat (2001)
- Voices (2001)
- Wicked Sex Party 3 (2001)
- Wrap Party (2001)
- XXX White Trash (2001)
- 100% Blowjobs 5 (2002)
- 100% Natural 1 (2002)
- 18 And Natural (2002)
- After Hours (2002)
- All There Is (2002)
- All Wrapped Up In Life (2002)
- American Girls 2 (2002)
- Ancora sulla strada (2002)
- Arrangement (2002)
- Bachelor Party Girl (2002)
- Barfly (2002)
- Beautiful Couples 1 (2002)
- Best Friends (2002)
- Breathless (2002)
- Candy Striper Stories 5 (2002)
- Cleopatra Does Hollywood (2002)
- Cool Babes Hot Bods (2002)
- Eager Beavers 4 (2002)
- Ecstasy Girls Platinum 4 (2002)
- Escort (2002)
- Fantastic Stories (2002)
- Finally Legal 3 (2002)
- Gambler's Angel: L'uomo del banco dei pegni (2002)
- Girls Of Babenet (2002)
- Hard Evidence 2 (2002)
- Hidden Desires (2002)
- Hooray For Hollywood (2002)
- Hot Night In April (2002)
- Liar's Club (2002)
- Love at First Byte (2002)
- Multi Angle Sex 2 (2002)
- Natural Instincts (2002)
- On Location With Simon Wolf (2002)
- One Good Minute (2002)
- Oral Adventures Of Craven Moorehead 11 (2002)
- Oral Adventures Of Craven Moorehead 12 (2002)
- Oral Adventures of Craven Moorehead 13 (2002)
- Out of the Night (2002)
- Paradise Lost (2002)
- Perfect Pink 12 (2002)
- PPV-690: Pantyhose Foot Frenzy 1 (2002)
- Raw Sex (2002)
- Riptide (2002)
- Roommate From Hell (2002)
- Scent (2002)
- Set Fever (2002)
- Shane Exposed (2002)
- Shoe Store (2002)
- Something So Right (2002)
- Sparks (2002)
- Special Auditions 1 (2002)
- Stripped (2002)
- Sweet 101 (2002)
- Ultimate Tag Team (2002)
- Unbelievable Sex 1 (2002)
- Vixxen (2002)
- When The Boyz Are Away The Girlz Will Play 9 (2002)
- Wild Pair (2002)
- Women In Uniform (2002)
- 100% Blowjobs 18 (2003)
- 100% Blowjobs 21 (2003)
- Any Dorm In A Storm (2003)
- Ass Cleavage 2 (2003)
- Ass Worship 5 (2003)
- Best Of Shayla Le Veaux (2003)
- C Men 2 (2003)
- Cake (2003)
- Cumstains 1 (2003)
- Deep Pink (2003)
- Deep Trouble (2003)
- Don't Mess With Perfection (2003)
- Erosity (2003)
- Eye Spy: Cheyenne (2003)
- Filthy Rich (2003)
- Flesh Friday (2003)
- Flesh Hunter 6 (2003)
- Girlgasms 1 (2003)
- Girls Only: Cheyenne (2003)
- House of Lies (2003)
- Jenna Loves Kobe (2003)
- Jenna's Harem (2003)
- JKP All Latin 2 (2003)
- Kira's Hot Spot (2003)
- Muscle Bound (2003)
- New Love (2003)
- Nurse Nasty (2003)
- Only the Best of Models (2003)
- Peach's Bikini Bash (2003)
- Pickup Lines 75 (2003)
- Sex and the Studio 1 (2003)
- Skin Deep (2003)
- Splish Splash (2003)
- Splurge (2003)
- Swirl (2003)
- Unfinished (2003)
- Wicked Sex Party 6 (2003)
- Young and Natural (2003)
- 100% Blowjobs 24 (2004)
- All Natural Beauties (2004)
- Apprentass 1 (2004)
- Best Of Cherokee (2004)
- Bisexual Dreamgirls (2004)
- Dee Exposed (2004)
- Nuttin' Hunnies 1 (2004)
- South Of Eden (2004)
- Sweet Grind (2004)
- Teen Angel (2004)
- Wicked Divas: Stormy (2004)
- 100% Blowjobs 32 (2005)
- And The Envelope Please Chasey Lain (2005)
- April Flowers Exposed (2005)
- Barnyard Babes (2005)
- Best Deep Throat On The Planet (2005)
- Best of North Pole 2 (2005)
- Clam Smackers (2005)
- Flawless 3 (2005)
- Girly Girlz 2 (2005)
- L.E.G.S. (2005)
- Les' Be Friends (2005)
- Oral Support (2006)
- Ultrapussy (2006)
- Saturday Night Beaver (2007)
- Some Like It Black (2007)
- Anger Management (2009)
- MILF Next Door 8 (2009)
- Oral All Stars (2009)